# Lasseube (volcán)
Lasseube es un maar de Mediodía-Pirineos, Francia. Está en los Pirineos, en la Provincia magmática del Atlántico Central. El Maar está en la comuna de Lasseubue-Propre, donde la capital se asienta en el centro del maar. 